# Redouane Baqlal
Redouane Baqlal (né le 15 mars 1981) est un footballeur marocain. Il joue actuellement aux FAR de Rabat au poste de milieu de terrain.